# James V. Hansen

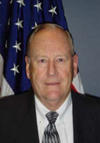
James V. Hansen

James Vear Hansen (* 14. August 1932 in Salt Lake City, Utah; † 14. November 2018 in Farmington, Utah) war ein US-amerikanischer Politiker.
Nach seinem Abschluss an der East High School in Salt Lake City studierte Hansen an der University of Utah und erhielt 1961 seinen Bachelor of Science. Von 1951 bis 1955 diente er in der United States Navy. Danach war er als Grundstücksmakler und Versicherungsvertreter tätig. Von 1960 bis 1972 gehörte Hansen dem Stadtrat von Farmington an. Im Anschluss war er von 1973 bis 1980 Abgeordneter im Repräsentantenhaus von Utah und hatte dabei von 1979 bis 1980 das Amt des Speakers dieser Parlamentskammer inne.
Hansen wurde 1980 als Republikaner in den Kongress gewählt und vertrat dort vom 3. Januar 1981 bis zum 3. Januar 2003 seinen Heimatbundesstaat im US-Repräsentantenhaus. 2002 verzichtete er auf eine erneute Kandidatur. Während seiner Zeit als Abgeordneter stand er unter anderem dem Committee on Standards of Official Conduct und dem Committee on Resources vor.